# ウィリアム・ミッチェル
ウィリアム・ランドラム・ミッチェル（William Lendrum "Billy" Mitchell、1879年12月28日-1936年2月19日）は、アメリカ合衆国の陸軍軍人。最終階級は陸軍少将。空軍独立論を粘り強く主張し続け、アメリカ空軍の父と見做されている。

## 生涯
1879年12月28日フランスのニースで生まれる。ミルウォーキーで育ち18歳でウィスコンシン州歩兵志願兵の二等兵として入隊する。米国陸軍で最年少の23歳で大尉になった。この間に陸軍通信隊として、キューバ、1899年フィリピン革命、1901年アラスカで活動する。1913年最年少のワシントンの陸軍省部員となる。1916年陸軍通信隊の航空部門で飛行訓練を行う。
1917年第一次世界大戦のアメリカ参戦が決定する。在仏米陸軍航空隊司令官としてミッチェルも参加。この戦争でミッチェルは敵地を飛行したアメリカ初の飛行将校となる。ミッチェルは遠征軍の航空将校としてアメリカ初の航空隊であるハット・イン・ザ・リング隊を組織する。また単独で偵察任務を行い、ドイツに対する奇襲成功に大きな貢献をした。1918年9月サンミエール攻勢でミッチェルが完全な航空優勢の獲得を図り、ドイツ軍陣地の突出部を孤立分断するように集中攻撃した。この功績により10月には准将に昇格した。その後も類似作戦が展開され兵力の集中使用の重要性を立証した。
1917年に「イギリス諸島はいつか大量の空中攻撃に対して脆弱になる」と語った。1919年に「空挺部隊は壊滅的効果がある敵地の背後へ侵入できる」と語った。1920年に「ドイツの軍国主義が世界を脅かす」と語った。アジア旅行中に日本の都市が空襲に弱いことに着目し、1924年に陸軍省に提出した報告のなかで、日本の都市は「密集して、具合よく配置されており、建物は紙と木やその他燃えやすいものでつくられている」と記していた。1925年に「日本は太平洋で戦争を引き起こす。はじめに晴れた日曜日の朝にハワイを叩くことでアメリカに攻撃する」と語り、真珠湾攻撃を予言した。1920年晩春、アメリカ初の国立航空研究所であるラングレー記念航空研究所が開設するとミッチェルは25機の戦闘機隊を率いて上空で派手なショーを行い観客を魅了した。
ミッチェルは空軍独立論者であり、戦艦無用論の提唱者であった。1921年7月13日 - 21日、ミッチェルによって陸海軍協同で戦艦に対する大規模な爆撃実験が行なわれた。陸軍航空隊のマーチン爆撃機（MB-2）で大西洋岸に浮かべた実験艦に対艦爆撃を行い、ドイツの戦艦オストフリースラントを900キロ爆弾で撃沈した。実験では他に数隻の旧式戦艦、巡洋艦なども撃沈させている。ミッチェルはその後、アメリカ空軍の設立を各方面に説いてまわったが容れられず、ついには軍首脳の不興を買い、1925年3月、米陸軍航空隊副司令官の要職を追われてテキサス州サンアントニオに左遷され、彼は大佐の階級に戻された。ただし、このような降格は復員時には珍しいことではなく、ミッチェル自身も1919年に陸軍航空隊に復帰した際に准将から大佐になっている。
その後も相変わらず、戦艦無用論をしつこく宣伝したため、ついに予備役に編入されたが、自説を曲げることはなかった。彼は非常に先見的ではあったがその自説はかなり過激なもので、戦艦無用論どころか海軍無用論とも取れるほどの過激さを含んでいた。上記の実験でも、海軍としては停船中かつ大戦時の損傷を受けたままで、さらになんらのダメージコントロールを施さない戦艦は航空攻撃で沈んでも当たり前だという態度をとっていた。しかしそうしたミッチェルの常軌を逸した海軍嫌いが米軍上層部からの忌避を誘ったことは否めない。
1925年9月、悪天候によって飛行船シェナンドー (ZR-1)が墜落した事件で、ミッチェルは友人を失い、「勇敢な飛行士が安全を処置しない無知な提督に死へ送られた」「無能、犯罪にも等しい職務怠慢、国益に反する国防行政」と新聞に声明を発表して、陸海軍統帥部を激しく批判した。このためカルビン・クーリッジ大統領はこの反抗を軍法会議にかけた。判決は軍法96条により有罪となり、「階級、指揮権、職務の五年間停止、給与、手当の没収」という処分を受けた。唯一、少年時代からの友人であるダグラス・マッカーサーだけがこの判決に反対した。ミッチェルは1926年に除隊する。除隊時の階級は大佐。
除隊後はバーモント州の生家へ戻る。
1930年「将来、子供たちは生活において航空機を世界中の防衛や輸送の最大の手段とみるようになるだろう」と語った。
1936年2月19日死去。
1946年、アメリカ政府はミッチェルの功績と先見の明を認め、少将に任命するとともに、議会名誉黄金勲章を授けた。

## 著書
- 『空軍による防衛』(Winged Defense: The Development and Possibilities of Modern Air Power-Economic and Military)、1925年
  - 源田孝全訳・解説『戦略論体系⑪ ミッチェル』（戦略研究学会編、芙蓉書房出版、2006年）に収録